# Benito Viñes
Benito Carlos José Viñes Martorell (Poboleda, Tarragona, 19 de septiembre de 1837 - La Habana, 23 de julio de 1893) fue un sacerdote jesuita, meteorólogo, astrónomo y sismólogo español. Director del Real Observatorio del Colegio de Belén, en La Habana, y Miembro de Mérito de la Real Academia de Ciencias Médicas, Físicas y Naturales de esa misma ciudad.
Las mayores aportaciones a la ciencia de Benito Viñes se vinculan al pronóstico y la investigación en el campo de la ciclonología tropical. Su mayor celebridad surge de haber elaborado el primer pronóstico y primer aviso de ciclón tropical de la historia.
Es considerado el último gran científico proveniente de la Escuela Universalista Española del siglo XVIII.

## Biografía intelectual
Tras los estudios iniciales en su lugar de nacimiento, Poboleda, en la comarca del Priorato, y ya huérfano de padre a los nueve años de edad, se trasladó con su madre a Tarragona, donde continúa los estudios. Fue aceptado en la Compañía de Jesús el 12 de mayo de 1856, y realizó el noviciado en Mallorca, León y Salamanca, donde culminó sus estudios de Teología, Filosofía y Ciencias Naturales, incluyendo Física y Matemáticas de nivel superior. 
Fue terceronado de la Compañía de Jesús en Larbey, Aquitania, como consecuencia de la nueva expulsión de los jesuitas en 1868.
Tras la expulsión de los jesuitas y ser extrañado a Francia, concluye sus estudios y se ordena el 21 de junio de 1869. Fue designado entonces para dirigir el Observatorio del Real Colegio de Belén, en La Habana, fundado por los jesuitas en el convento de la calle Compostela, entre Luz y Acosta.
El padre Viñes llegó a Cuba el 7 de marzo de 1870. Inmediatamente asumió la reorganización del Observatorio, reprogramó las mediciones meteorológicas a horas fijas, y la toma de datos sobre los fenómenos atmosféricos acaecidos en Cuba y el área del Caribe. Desde ese primer momento comienzan sus investigaciones sobre los huracanes. Por entonces no existía en Cuba un observatorio oficial. Su luminosa inteligencia le hizo interesarse y comprender las complejidades del tiempo atmosférico y el clima en la región del trópico insular, particularmente enfocado en el problema de los ciclones tropicales.
En atención al valor científico de su labor, fue elegido el 23 de febrero de 1873 “Socio de Mérito” de la Real Academia de Ciencias Médicas, Físicas y Naturales de La Habana. En esta institución presentó sus más importantes trabajos sobre Meteorología y Astronomía, todos realizados en Cuba. Ese mismo año trajo a la Isla y puso en funcionamiento el “meteorógrafo de Secchi”, un equipo para el registro continuo de datos meteorológicos, diseñado el Italia por el padre Angelo Secchi, S. J. El meteorógrafo era un equipo politécnico que integraba un ensamble de instrumentos electromecánicos capaces de medir las variables meteorológicas fundamentales. Era considerado de avanzada tecnología en su época, y sólo se fabricaron alrededor de diez ejemplares para todo el mundo.
El Padre Viñes es, junto a su compañero y discípulo Federico Faura, también jesuita español, este último destinado en Manila, uno de los grandes científicos experimentales del siglo XIX y uno de los padres de la meteorología ciclónica cuyo desarrollo fue decisivo para el conocimiento y la vida en las zonas tropicales del planeta. Constituye la mejor representación española de los estudios meteorológicos y sismográficos en la época moderna. Forma parte de una tradición científica y humanística originada en los albores de la Escuela Universalista Española del siglo XVIII, en sus grandes cabezas iniciales, Juan Andrés y Lorenzo Hervás, ya estudiosos de la astronomía y la meteorología en sus obras mayores y disciplina también establecida ya en el Prospectus Philosophiae Universae, primer programa epistemológico de la Escuela Universalista.

## Principales obras
- Apuntes relativos a los huracanes de las Antillas de Septiembre y Octubre de 1875 y 1876 (1877).
- Investigaciones Relativas a la Circulación y Traslación Ciclónica en los huracanes de las Antillas (1895).